# Aucoumea klaineana
Az Aucoumea klaineana (ismert még mint okoumé vagy okumé) a balzsamfafélék családjába tartozó növényfaj. Nyugat-Afrika egyenlítői területein őshonos: Gabonban, a Kongói Köztársaságban és Ríó Muniban (Egyenlítői-Guinea). Közepes méretű keményfa, 30-40 méter magasra nő, néha magasabbra. Törzsének átmérője az alsó részen 1-2,5 méter között van. 

## Felhasználása
Faanyagként általánosan gyenge, nem tartós, ellenálló képessége igen csekély, ezért leginkább furnérként hasznosítják. Vonzó külleme miatt gyakran bútorpanelek borítólemezeként, vagy tömör formában luxuscikkek (például szivartárca) dobozának elkészítéséhez használják.
Az okoumé furnérből a francia repülőgépgyárakban könnyűsúlyú repülőgépeket készítenek. Az Európában népszerű, ám már nem gyártott Jodel kisgépekhez kizárólagosan ezt használták fel. A fát hajlékonysága, könnyű súlya továbbra is népszerűvé teszi a Jodel modellek amatőr gyártói körében.

## Fordítás
- Ez a szócikk részben vagy egészben  az   Aucoumea klaineana című angol Wikipédia-szócikk ezen változatának fordításán alapul.  Az eredeti cikk szerkesztőit annak laptörténete sorolja fel. Ez a jelzés csupán a megfogalmazás eredetét és a szerzői jogokat jelzi, nem szolgál a cikkben szereplő információk forrásmegjelöléseként.